# Langtang (Rasuwa)
Langtang (nepalski: लाङटाङ) – gaun wikas samiti w środkowej części Nepalu w strefie Bagmati w dystrykcie Rasuwa. Według nepalskiego spisu powszechnego z 2001 roku liczył on 143 gospodarstw domowych i 521 mieszkańców (269 kobiet i 252 mężczyzn).